# 古今亭駿菊
古今亭 駿菊（ここんてい しゅんぎく、1964年7月8日 - ）は、落語家。2015年末まで落語協会に所属したのち独立し、「今そこに落語と笑いを配達する演芸団」を主宰。本名∶伊奈 伸嘉。東京都足立区出身。出囃子∶「沼津」または「スタコラ音頭」。紋∶鬼蔦、裏梅、八輪剣。

## 経歴
父親は曙金網産業（東京都足立区）の創業者伊奈武三郎。
1983年に東邦大学付属東邦高等学校卒業。
1988年2月、二代目古今亭圓菊に入門。11月に前座となり楽屋入り、「菊ぼう」を名乗る。
1992年5月林家たい平、三代目横目家助平と共に二ツ目昇進し「菊若」と改名。1993年と1995年にNHK新人演芸コンクール本選に出場。
1993年より25年連続で鈴本演芸場で独演会を開催。
2001年9月共に真打に昇進し「駿菊」と改名。
2011年、「今そこに落語と笑いを配達する演芸団（いまそこ演芸団）」を結成。東北、熊本、朝倉などの被災地に笑いを届ける活動を始める。活動開始から10年で350ヶ所を超える無料公演を行なっている(現在も継続中)。
2015年12月31日に落語協会を退会。以後フリーランスでの活動に移行。
現在は「旅する落語家」として東北、福岡、熊本、沖縄(離島含む)で落語会を開催している。
落語協会所属時には、鈴本演芸場で独演会を随時開催していた。
持ちネタは数多く、通常の落語以外にやり手の少ない落語も高座に掛けている。「宗珉の瀧」「ぼんぼん唄」「おかめ団子」「鶴亀」など古今亭志ん生の持ちネタを高座にかける許可を古今亭志ん朝よりもらっている唯一の落語家である。
二女の父。

## 芸歴
- 1988年
  - 2月 - 二代目古今亭圓菊に入門。
  - 11月 - 前座となる、前座名「菊ぼう」。
- 1992年5月 - 二ツ目昇進、「菊若」と改名。
- 2001年9月 - 真打昇進、「駿菊」と改名。
- 2015年12月 - 落語協会を退会、フリーランスとなる。
- 2024年現在古今亭駿菊以外高座に掛けていない演題　ぼんぼん唄　名人長二　宗珉の瀧　庚申待　おかめ団子　鶴亀　なめる　火男そば

## CD
- 『古今亭駿菊1』（2004年02月25日、ワザオギ、WZCR-03001）「山崎屋」「鶴亀」
- 『古今亭駿菊2』（2006年02月25日、ワザオギ、WZCR-03002）「子別れ」「豊竹屋」